# توبی شارپ

توبی جان شارپ (زاده ۵ ژوئیه ۱۹۸۱) بازیکن انگلیسی سابق کریکت است. شارپ یک ضربه زن راست دست بود که با بازوی راست در بولینگ سریع (یکی از دو سبک اصلی بولینگ در بازی کریکت) توپ‌اندازی می‌کرد.